# Colman Domingo
Colman Jason Domingo (* 28. listopadu 1969, Filadelfie, Pensylvánie) je americký herec. Je známý pro účinkování na filmových i televizních obrazovkách a na jevišti; je držitelem mnoha ocenění, včetně ceny Emmy. V roce 2024 byl časopisem Time zařazen na seznam 100 nejvlivnějších lidí světa.
K jeho prvním rolím na Broadwayi patří účinkování ve hře Well (2005) a muzikálu Passing Strange (2008). Ohlas si získal za ztvárnění pana Bonese v muzikálu The Scottsboro Boys (2011), za který obdržel nominaci na cenu Tony za nejlepšího herce ve vedlejší roli v muzikálu. Roli si zopakoval v divadelní inscenaci na West Endu z roku 2014 a obdržel za ni nominaci na cenu Laurence Oliviera za nejlepší výkon ve vedlejší roli v muzikálu. V roce 2018 napsal scénář pro muzikál Summer: The Donna Summer Musical.
Po svých prvních rolích v mnoha seriálech z franšízy Zákon a pořádek a jedné z hlavních rolí v komediálním pořadu The Big Gay Sketch Show, zaznamenal průlom rolí Victora Stranda v seriálu Živí mrtví: Počátek konce (2015–2023) stanice AMC. Za roli uzdravujícího se narkomana Aliho v dramatickém seriálu Euforie (2019–dosud) stanice HBO obdržel cenu Emmy za nejlepšího herce v hostující roli v dramatickém seriálu.
V letech 2023 a 2024 obdržel nominace na Oscara za nejlepšího herce za ztvárnění lidskoprávního aktivisty Bayarda Rustina v životopisném filmu Rustin a vězně v dramatu Sing Sing. Ztvárnil vedlejší role ve filmech Lincoln (2012), Selma (2014), Kdyby ulice Beale mohla mluvit (2018), Ma Rainey – matka blues (2020) a Purpurová barva (2023). Za roli nelítostného pasáka ve filmu Zola (2021) obdržel nominaci na Independent Spirit Award za nejlepšího herce ve vedlejší roli.

## Raný život a vzdělání
Domingo se narodil ve Filadelfii jako třetí ze čtyř dětí. Byl vychován svou matkou Edith Bowlesovou a jejím manželem. Jeho matka se starala o domácnost a pracovala v bance, jeho nevlastní otec Clarence se živil broušením podlah. Jeho matka zemřela v roce 2006, den po jeho konkurzu na divadelní muzikál Passing Strange, jeho nevlastní otec zemřel o několik měsíců dříve.
Jeho biologický otec pocházel z Belize a měl příbuzné z Guatemaly. Rodinu opustil, když bylo Domingovi devět let.
V dětství měl vadu řeči a jeho matka ho posílala na logopedické kurzy.
Navštěvoval střední školu Overbrook High School a později Temple University, kde vystudoval obor žurnalistiky. Brzy poté se přestěhoval do San Francisca, kde začal s herectvím, účinkoval především v divadelních produkcích.

## Osobní život
Domingo je gay. Se svým manželem Raúlem Domingem se seznámil v roce 2005 a jejich svatba proběhla v roce 2014.

## Filmografie

### Film
| Rok  | Název                                 | Role                      | Poznámky       |
| ---- | ------------------------------------- | ------------------------- | -------------- |
| 1995 | Timepiece                             | Khris                     |                |
| 1998 | Okolo ohně                            | Trace                     |                |
| 1999 | King of the Bingo Game                | Sonny                     | krátkometrážní |
| 1999 | Pravda zabíjí                         | Wally Cartwright          |                |
| 2000 | Desi's Looking for a New Girl         | matka                     |                |
| 2003 | Kung Phooey!                          | Roy Lee                   |                |
| 2006 | Ve stínu pravdy                       | pacient                   |                |
| 2008 | Buffalo Soldiers: Odvaha a přátelství | západoindický zákazník    |                |
| 2012 | Lincoln                               | vojín Harold Green        |                |
| 2012 | Red Hook Summer                       | požehnaný Rowe            |                |
| 2013 | Něco jako Vánoce                      | Nzomo                     |                |
| 2013 | 42                                    | Lawson Bowman             |                |
| 2013 | Vlasatý génius                        | moderátor finále          |                |
| 2013 | Komorník                              | Freddie Fallows           |                |
| 2014 | 400 Boys                              | Talon                     |                |
| 2014 | Čas beznaděje                         | pan Oyello                |                |
| 2014 | Selma                                 | Ralph Abernathy           |                |
| 2015 | Beautiful Something                   | Drew                      |                |
| 2016 | Zrození národa                        | Hark Turner               |                |
| 2018 | Mladí zabijáci                        | ředitel Turrell           |                |
| 2018 | First Match                           | kouč Castile              |                |
| 2018 | Kdyby ulice Beale mohla mluvit        | Joseph Rivers             |                |
| 2019 | Příliš malý svět                      | Frank Paxton              |                |
| 2020 | Zola                                  | X                         |                |
| 2020 | Ma Rainey – matka blues               | Cutler                    |                |
| 2021 | Tom Clancy: Bez výčitek               | pastor West               |                |
| 2021 | The God Committee                     | otec Dunbar               |                |
| 2021 | Candyman: Ďábelský přízrak            | William Burke             |                |
| 2023 | Transformers: Probuzení Monster       | Unicron (hlas)            |                |
| 2023 | Krakenteena: Ruby                     | Arthur Gillman (hlas)     |                |
| 2023 | Rustin                                | Bayard Rustin             |                |
| 2023 | Sing Sing                             | John „Divine G“ Whitfield |                |
| 2023 | Purpurová barva                       | Albert „Mister“ Johnson   |                |
| 2024 | Panenky na útěku                      | šéf                       |                |
| 2025 | Pasáž                                 | Wolfe (hlas)              |                |
| 2025 | Michael                               | Joseph Jackson            |                |

### Televize
| Rok        | Název                            | Role                            | Poznámky                                                    |
| ---------- | -------------------------------- | ------------------------------- | ----------------------------------------------------------- |
| 1997–2000  | Detektiv Nash Bridges            | více rolí                       | 4 díly                                                      |
| 2004, 2008 | Zákon a pořádek                  | Ronald Gumer, Donnie            | 3 díly                                                      |
| 2006       | Zákon a pořádek: Porota          | Gus                             | díl: „Eros in the Upper Eighties“                           |
| 2006, 2010 | Zákon a pořádek: Zločinné úmysly | Sergeant Ev Sides, Andre Lanier | 4 díly                                                      |
| 2008–2010  | The Big Gay Sketch Show          | více rolí                       | 16 dílů                                                     |
| 2009       | Great Performances               | pan Franklin / pan Venus / Joop | díl: „Passing Strange“                                      |
| 2015–2023  | Živí mrtví: Počátek konce        | Victor Strand                   | 75 dílů; hostující role (1. řada), hlavní role (2.–8. řada) |
| 2015       | Knick: Doktoři bez hranic        | Dr. Russell Daniels             | vedlejší role (2. řada)                                     |
| 2016       | Lucifer                          | otec Frank Lawrence             | díl: „Přijde kněz do baru“                                  |
| 2016       | Horace and Pete                  | Dr. Evers                       | díl: „Episode 8“                                            |
| 2017       | Timeless                         | Bass Reeves                     | díl: „The Murder of Jesse James“                            |
| 2017       | BoJack Horseman                  | Eddie the Dragonfly (hlas)      | díl: „The Old Sugarman Place“                               |
| 2017       | Mission Force One                | Cember                          |                                                             |
| 2018       | Americký táta                    | Stiles (hlas)                   | díl: „(You Gotta) Strike for Your Right“                    |
| 2019–dosud | Euforie                          | Ali                             | 7 dílů; vedlejší role                                       |
| 2020       | The Twilight Zone                | Carl                            | díl: „Downtime“                                             |
| 2021       | Cinema Toast                     | Barrington (hlas)               | díl: „Kiss, Marry, Kill“                                    |
| 2024       | Šílenství                        | Muncie Daniels                  | hlavní role                                                 |
| 2025–dosud | Váš dobrý soused Spider-Man      | Norman Osborn (hlas)            | hlavní role                                                 |